# Jef Van der Jonckheyd
Jef Van der Jonckheyd (Brasschaat, 10 oktober 1982) is een Belgisch voormalig basketballer.

## Carrière
Van der Jonckheyd maakte zijn debuut in de eerste klasse in 2000 bij Athlon Ieper. Hij wisselde het seizoen erop naar RB Antwerpen waar hij een seizoen speelde en aan het eind van het seizoen werd hij verkozen tot belofte van het jaar. Het jaar erop tekende hij bij BC Oostende waar hij drie seizoenen speelde en in 2006 landskampioen werd. In 2006 tekende hij een contract bij Basket Groot Leuven waar hij vier seizoenen speelde. In 2010 tekende hij opnieuw in Antwerpen en speelde nog tot januari voor de Giants. In januari 2011 stopte hij met basketballen nadat hij verschillende operaties moest ondergaan aan de heupen.
Hij speelde van 2005 tot aan zijn pensioen voor de Belgische nationale ploeg en was verschillende keren aanvoerder. In 2012 zou hij aanvankelijk ploegmanager worden bij de nationale ploeg maar dat ging uiteindelijk niet door. Na zijn spelerscarrière ging hij werken voor de parketzaak van zijn vrouw.

## Erelijst
- Belgisch belofte van het jaar: 2002
- Belgisch landskampioen: 2006